# 2014 au Liban
Chronologie du Liban
- 2010
- 2011
- 2012
- 2013
- 2014
- 2015
- 2016
- 2017
- 2018

## Événements
- Mercredi 1er janvier - Conflit au Liban (2011-2017) : 
  - Les nouvelles confirment que le Liban capture Majid bin Mohammad al-Majid, chef du groupe al-Qaïda lié aux Brigades Abdullah Azzam, responsable de l'attentat récent de l'ambassade d'Iran à Beyrouth, le 19 novembre 2013[1],[2].
- 15 février : nouveau gouvernement dirigé par Tammam Salam.
- 23 avril : début de l'élection présidentielle.
- 2 août : combat d'Aarsal.